# Конфлікт у Казамансі
Конфлікт у Казамансі (фр. Conflit en Casamance) - бойові дії між військами Сенегалу та сепаратистським угрупуванням Рух демократичних сил Казамансу, яка домагається незалежності історичного регіону - Казаманс.

## Хід конфлікту

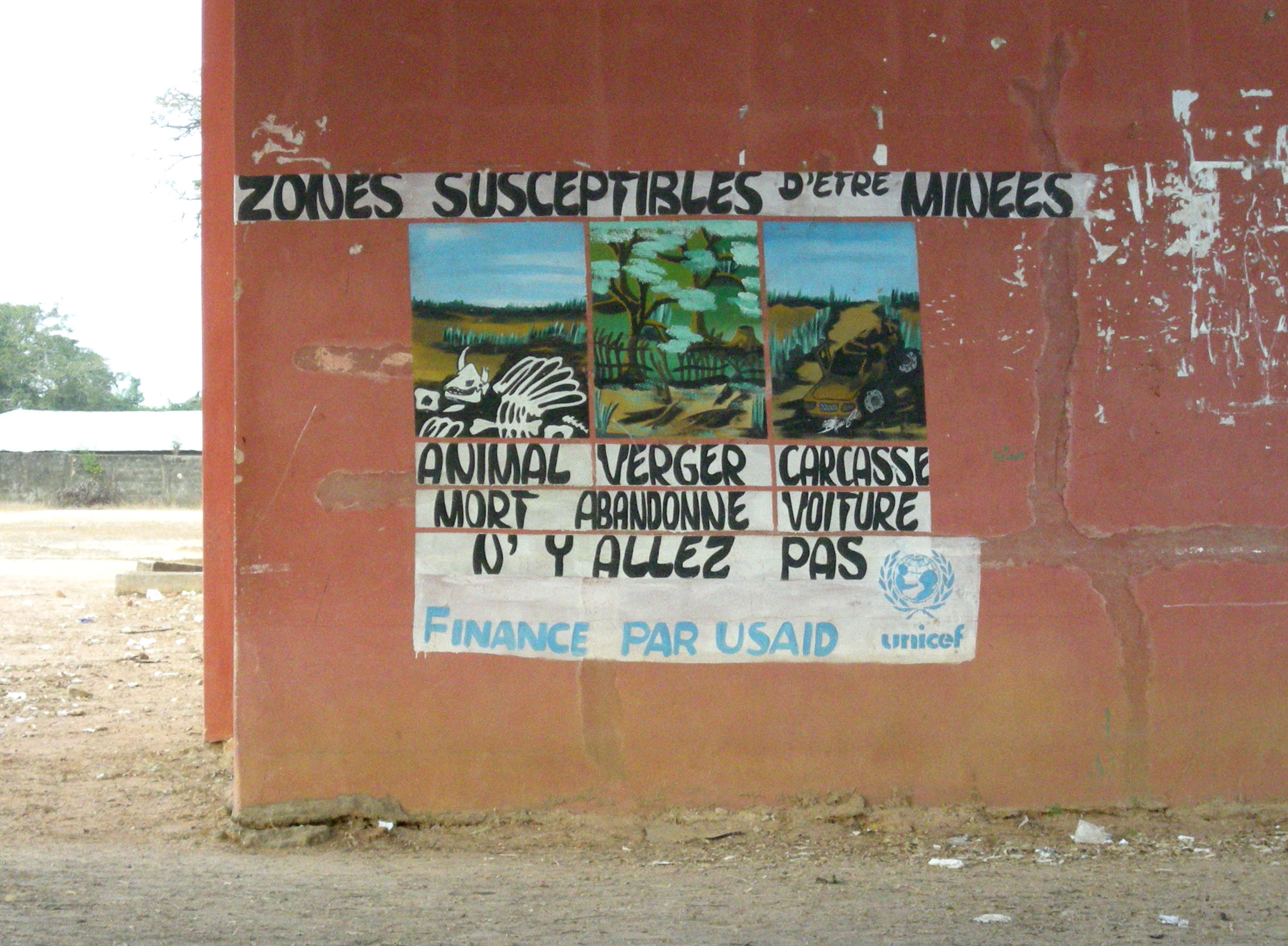
Плакат в Казамансі, який попереджає про наявність протипіхотних мін на вулиці.

Казаманс - історичний регіон розташований в південно-західному куті території Сенегалу. У 1982 році в регіоні спалахнули заворушення пов'язані з тим, що етнічна більшість регіону діола стала відчувати на собі дискримінацію з боку найбільшого за чисельністю народу Сенегалу - волоф. Рух демократичних сил Казамансу почав кампанію насильства по відношенню до волоф і урядових військ Сенегалу, бойовики руху також проводили вилазки в Гамбії на півночі і Гвінеї-Бісау на півдні. Коли Абдулай Вад став президентом Сенегалу в 2000 році, він доклав усіх зусиль для того щоб вирішити конфлікт мирним шляхом. Однак, його зусилля не увінчалися успіхом.
У жовтні 2010 року нігерійськими військами в Лагосі були перехоплені незаконні поставки зброї з Ірану. Сенегальський уряд зробив заяву, що це зброя призначалася для повстанців з Казамансу і відкликало свого посла в Тегерані в знак протесту .
У грудні 2010 року відбулися важкі бої в регіоні, коли близько 100 повстанців Руху демократичних сил Казамансу спробували захопити місто Бігнона, розташоване на південь від кордону з Гамбією. Ця атака була відбита сенегальськими військами, кілька солдатів загинуло в ході бою.
У січні 2017 року сталася військова інтервенція сенегальських військ в дружню сепаратистам Гамбію, в результаті чого від влади відсторонений президент Яйя Джамме, який довгий час допомагав РДСК.